# Condalia microphylla
Condalia microphylla är en brakvedsväxtart som beskrevs av Antonio José Cavanilles. Condalia microphylla ingår i släktet Condalia och familjen brakvedsväxter. Inga underarter finns listade i Catalogue of Life.